# Christina Chalon
Christina Ruppe-Chalon (gedoopt Amsterdam 25 mei 1749 – Hazerswoude, 18 december 1808) was een Nederlands schilder en tekenaar.

## Leven en werk
Chalon groeide op in een artistiek milieu, ze was een dochter van muziekmeester Hendrik Chalon (1715-1789) en Susanna van Bullingen (1715-1777), een kleindochter van de schilder Louis Chalon en een zus van de etser Jan Chalon. Ze volgde vanaf haar zevende tekenlessen bij haar nicht Sara Troost en leerde later aquarelleren van haar aangetrouwde neef Cornelis Ploos van Amstel, ook bekwaamde ze zich in het etsen.
In de jaren 1760 verhuisde ze met haar ouders naar Haarlem. Na het overlijden van haar moeder in 1777 droeg Chalon de zorg voor het huishouden. Ze bleef daarnaast tekenen, ze maakte onder meer genrevoorstellingen en straatscènes en portretteerde het boerenvolk in de stijl van Adriaen van Ostade. In 1779 werden tekeningen van haar in druk uitgegeven, in een reeks van 32 losse prenten en als prenten in het boekje Zinspelende gedigjes op de geestige printjes. Kunsthistorici Roeland van Eijnden en Adriaan van Willigen noemden haar in hun Geschiedenis der Vaderlandsche Schilderkunst (1818) "eene bekwame Teekenaresse, die alom grooten roem verwierf".
In 1784 trouwde ze met Christian Friedrich Ruppe (1753-1826), een uit Duitsland afkomstige componist en musicus. Ze kregen twee doodgeboren kinderen. In 1799 werd Chalon geestesziek, ze werd aanvankelijk thuis verzorgd door haar man. Ze overleed binnen een jaar nadat ze in 1808 werd opgenomen in het verpleeghuis Nieuwenburg in Hazerswoude. De kunstenares is 59 jaar geworden, ze werd begraven in de Hooglandse Kerk in Leiden. 

## Afbeeldingen

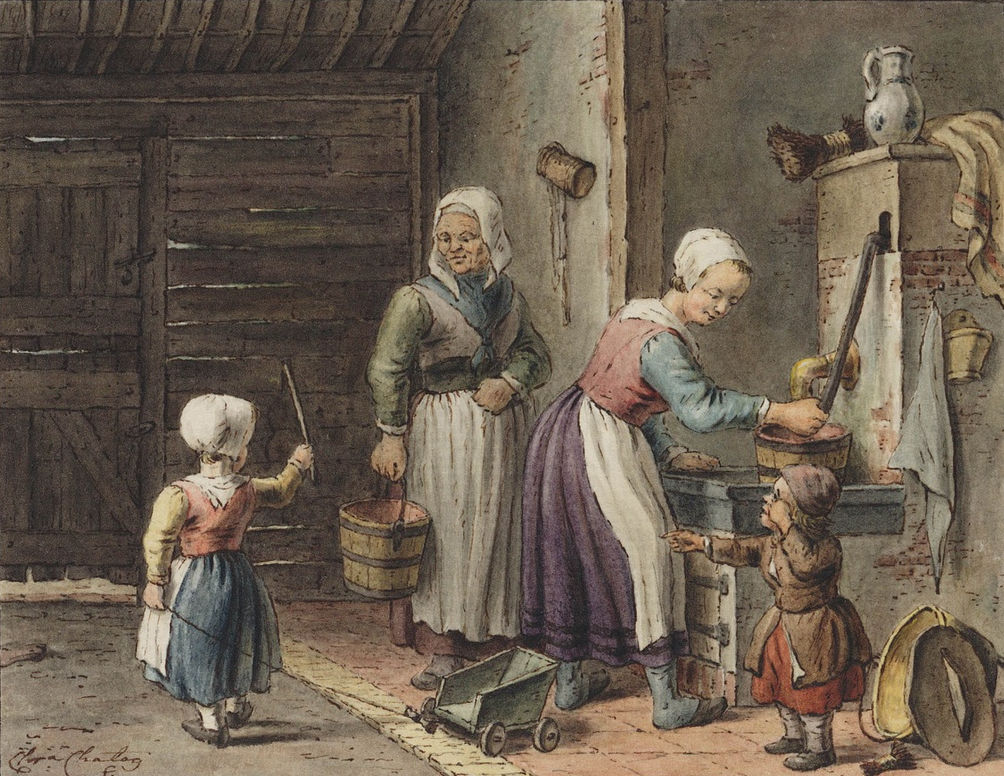
Interieur met waterpomp
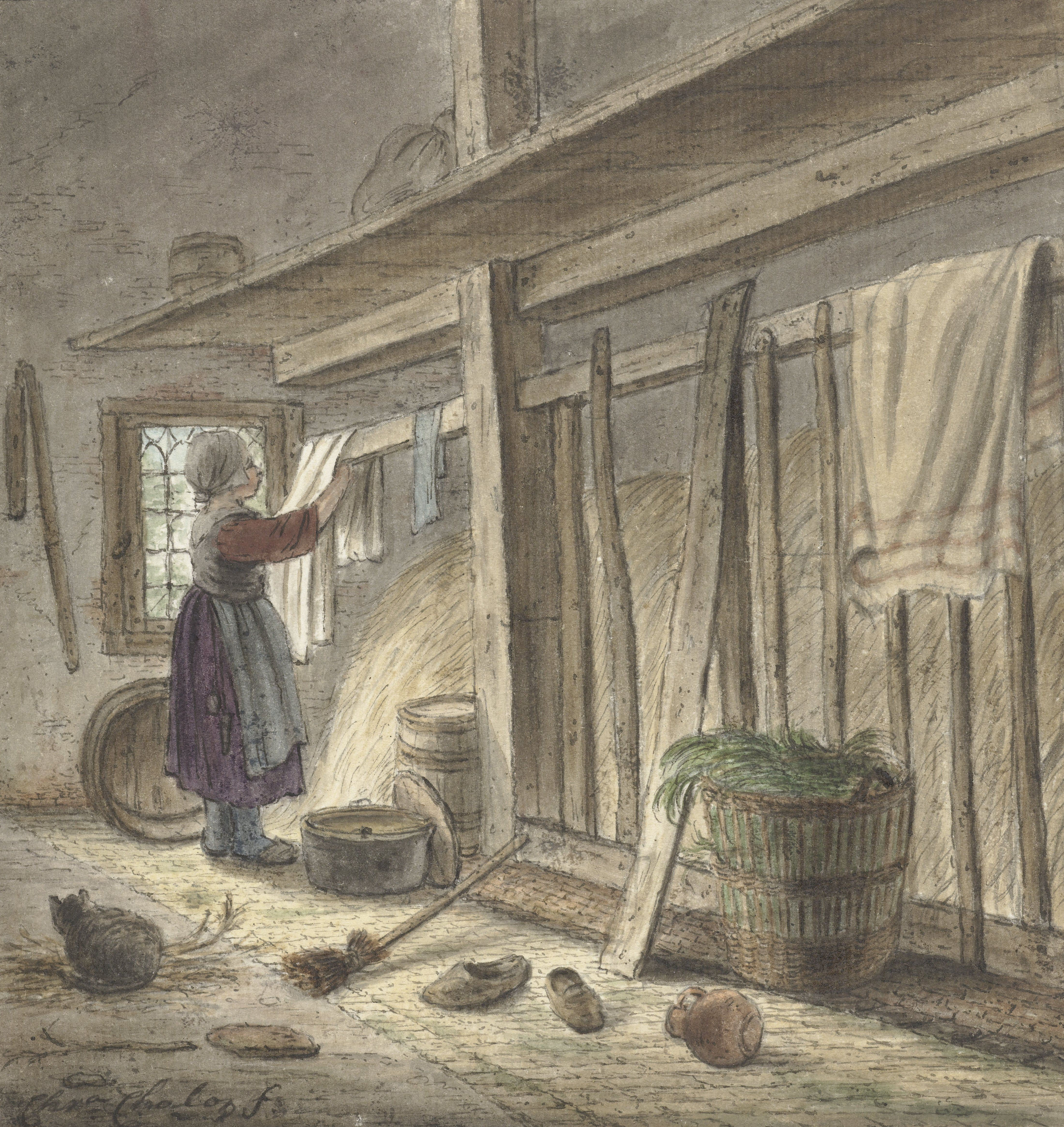
Hoekje van een stal met een meisje dat een doek ophangt

## Werk in openbare collecties (selectie)
- Atlas Van Stolk
- Museum Boijmans Van Beuningen
- Groninger Museum
- Kröller-Müller Museum
- Rijksmuseum Amsterdam
- Teylers Museum